# Каськово (Псковская область)
Каськово — деревня в Куньинском районе Псковской области России. Административный центр Каськовской волости.

## География
Расположена в 21 километре к юго-востоку от райцентра, посёлка городского типа Кунья, недалеко от юго-западного побережья Жижицкого озера.

## Население
| 2001 | 2002 | 2010 |
| ---- | ---- | ---- |
| 274  | ↘255 | ↘232 |

Численность населения деревни по оценке на начало 2001 года составляла 274 жителей.